# إعلان بيروت دمشق
كان إعلان بيروت دمشق بيانًا وقع عليه ما بين 274 و 500 من النشطاء اللبنانيين والسوريين والمفكرين يطالب الحكومة السورية بتصحيح علاقتها مع لبنان واحترام استقلال لبنان وسيادته بداية من ترسيم الحدود المشتركة وإقامة العلاقات الدبلوماسية. كما طالبوا بإنهاء الاغتيالات السياسية في لبنان.
ومنذ نشر هذا الإعلان في 12 مايو 2006 تم فصل الكثيرين من السوريين الذين وقعوا عليه من وظائفهم وتعرضوا للإضطهاد. وذكرت هيئة الإذاعة البريطانية بي بي سي أن سبعة من رموز المعارضة سجنوا بعد توقيعهم على هذا الإعلان. حيث قضى ميشيل كيلو 3 سنوات في السجن بعد توقيعه على الإعلان وكذلك أحد الموقعين - محامي حقوق الإنسان أنور البني — الذي حكم عليه بخمس سنوات.

## وصلات خارجية
- The Beirut-Damascus Declaration